# La Hinojosa (Soria)
La Hinojosa es una localidad española del municipio de Espeja de San Marcelino, perteneciente a la provincia de Soria, en la comunidad autónoma de Castilla y León.

## Geografía
Forma parte de la comarca de las Tierras del Burgo y del partido judicial de El Burgo de Osma. Desde el punto de vista jerárquico de la Iglesia católica está ubicada en la diócesis de Osma la cual, a su vez, pertenece a la archidiócesis de Burgos.

## Historia
Aparece en el Libro Becerro de las Behetrías como Finoiosa, con el significado de lugar de hinojos, dentro de la Merindad de Santo Domingo de Silos.
En el censo de 1787, ordenado por el conde de Floridablanca, figuraba incluido en la villa cabecera de la jurisdicción de Espeja en el partido de Tierra de Roa, intendencia de Burgos, con jurisdicción de señorío y bajo la autoridad del Regidor, nombrado por el duque de Veragua.
Fue escenario de combates durante la 1.ª Guerra Carlista. En el tomo VII de la Historia del Tradicionalismo Español, Melchor Ferrer, dice, refiriéndose al año 1835: “Entre los combates que se libran en el mes de Abril, citaremos el ocurrido el 14 en La Hinojosa (Soria), por una columna cristina mandada por Albuin (don Saturnino), el cual después de pasar por Acinas, Pinilla de los Barruecos, La Gallega, Rabanera del Pinar y Cabezón de la Sierra, pueblos de la provincia de Burgos, penetró en los bosques de pinares en la de Soria, pasando por Espejón y combatiendo en el ya citado La Hinojosa. Le opuso resistencia una pequeña partida carlista, mandada por Don Saturio Abad, quien murió en la acción, así como un oficial carlista llamado Don Santiago Gete”.
Algo difiere el parte que se publicó en la Gaceta de Madrid, que dice: “El general en jefe del ejército de reserva, con fecha 19 del actual remite a este ministerio un parte del brigadier Manuel Obregón, del cual resulta que el brigadier Albuin, con noticia de que una partida de facciosos se ocupaba en extraer mozos de varios pueblos, dispuso salir en la noche del 14 desde Salas de los Infantes en su persecución, dirigiéndose por Acinas y Pinillas de los Barruecos a la Gallega, internándose después en los pinares de la aldea Rabaneda y Cabezón, y saliendo a Espejón y la Hinojosa, en donde los encontró, atacó y batió, dejando varios muertos en el campo, entre ellos el cabecilla Saturio Abad y un supuesto oficial llamado Santiago Gete, dos caballos, cuatro fusiles, siete escopetas, dos trabucos, un sable, dos bayonetas, varios efectos de vestuario, porción de papeles pertenecientes a la comisión del citado cabecilla y 76 prisioneros, aunque muchos de ellos son de los mozos últimamente sacados”.
A la caída del Antiguo Régimen la localidad se constituyó en municipio constitucional, entonces conocido como Hinojosa, en la región de Castilla la Vieja, partido de El Burgo de Osma que en el censo de 1842 figura agregado a Espeja de San Marcelino. A mediados del siglo XIX, la aldea tenía contabilizadas 50 casas. Aparece descrita en el noveno volumen del Diccionario geográfico-estadístico-histórico de España y sus posesiones de Ultramar de Pascual Madoz de la siguiente manera:

HINOJOSA (La): ald. del ayunt. de Espeja (1/2 leg.), en la prov. de Soria (13), part. jud. de Burgo de Osma (5), aud. terr. y c. g. de Burgos (13), dióc. de Osma (13): sit. en una llanura, libre á la influencia de todos los vientos; su clima es frio, pero tan sano que no se conocen enfermedades especiales: tiene 50 casas, escuela de instruccion primaria concurrida por 16 alumnos de ambos sexos, á cargo de un maestro, a la vez sacristan, dotado con 18 fan. de trigo; una igl. parr. (San Andrés Apóstol), servida por un cura que antes nombraba el abad del monasterio de Espeja, y en la actualidad el ordinario: térm.: confina N. Espejon y San Asenjo; E. Espeja y Orillares; S. Guijosa y Quintanilla de Ñuño Pedro, y O. Huerta del Rey é Hinojosa; dentro de esta circunferencia se encuentran dos fuentes y una ermita (San Roque); el terreno es de regular calidsd, le fertilizan varios arroyos que marchan á desaguar al Duero por la prov. de Burgos; hay varios montes poblados unos de pinos y otros de encina, estepa y brezo; tambien se encuentra en el térm. un prado de heno y juncos: caminos: los locales, de herradura y algunos transitables para las carretas. correo: se recibe y despacha en la adm. del Burgo por balijero. prod.: trigo, centeno, cebada, avena, legumbres, leñas y yerbas de pasto, con las que se mantiene ganado lanar, cabrio y vacuno: hay caza de liebres y perdices. ind.: la agrícola y un molino harinero. comercio: esportacion de algun ganado y lana, é importacion de los art. de consumo que faltan. pobl. y cap. imp.: con Espeja. presupuesto municipal: 500 rs., se cubre por reparto vecinal.
(Madoz, 1847, pp. 208-209)

## Demografía
En el año 1981 contaba con 74 habitantes, concentrados en el núcleo principal, pasando a 21 en  2010, 14 varones y 7 mujeres.
| Gráfica de evolución demográfica de La Hinojosa (Soria) entre 2000 y 2010                        |
|                                                                                                  |
| Población de derecho (2000-2010) según los censos de población del INE a 1 de enero de cada año. |

## Economía
La economía de La Hinojosa y sus alrededores se basa en la agricultura y ganadería tradicional. Siendo la agricultura de secano y la ganadería ovina las actividades predominantes. Otra actividad más minoritaria es la apicultura. En los últimos años el turismo rural se está convirtiendo en una importante fuente de ingresos, con la proliferación de casas rurales y albergues.

## Cultura
En los últimos años la actividad cultural y social de La Hinojosa se ha visto revitalizada por la constitución de la "Asociación de Amigos de La Hinojosa" que en 2014 contaba con 295 socios y periódicamente organiza todo tipo de eventos sociales que alegran la vida del pueblo.

## Fiestas
Algunas de sus fiestas populares:
- San Juan: 24 de junio, es la fiesta mayor del pueblo.
- Fiesta del Somier: comida popular basada en carne cocinada a la brasa sobre somieres que se celebra cada Semana Santa.
- Fiesta de Verano: son varios días generalmente localizados en la segunda semana del mes de agosto, a lo largo de los cuales se celebran conciertos al aire libre, comidas y cenas populares, juegos populares, concurso de disfraces, ...
- Fiesta de La Matanza: se celebra durante la semana de La Purísima, a principios de diciembre, en la cual se celebran comidas y cenas varias coincidiendo con la matanza del cerdo.

## Lugares de interés
- Cañón del Río Lobos.
- Ruinas de Clunia.